# Gymnocalycium glaucum
Gymnocalycium glaucum är en kaktusväxtart som beskrevs av Friedrich Ritter. Gymnocalycium glaucum ingår i släktet Gymnocalycium och familjen kaktusväxter.

## Underarter
Arten delas in i följande underarter:
- G. g. ferrarii
- G. g. glaucum